# Ramón Mariño Paz
Ramón Mariño Paz (Valbargos, Argalo, Noia, 8 d'abril de 1962) és catedràtic de filologia gallega i portuguesa a la Universitat de Santiago de Compostel·la, investigador de l'Institut de la Llengua Gallega i, des de 2011, co-director de la revista Paraula. Anuari de filologia anglesa.

## Trajectòria[1][2]
Entre 1986 i 1991 va ser professor de llengua gallega a l'Escola Universitària de Formació del Professorat d'educació primària d'Ourense, professor de l'àrea de filologia gallega i portuguesa de la Universitat de Santiago de Compostel·la, i des de 1999 és director del Departament de Filologia Gallega en aquesta universitat.
El 1984 va començar a col·laborar amb l'Institut de la Llengua Gallega, on ha participat en el treball de la seva Secció de Llenguatge Administratiu, la qual hauria de sortir un parell de Quaderns de Documentació Ciutat (1986-1988) i un Lèxic d'e-castellà-anglès (1991). Des de 1992 ha col·laborat com a investigador principal en el projecte de recerca de la ILG anomenat la Història de l'anglès escrit.
Es va dedicar també a la lexicografia, col·laborant en l'elaboració de la Nova normativa anglès-francès de 1988 i, però en el Diccionari de l'escola d'anglès el 1989, i a la dècada dels noranta i principis del nou segle investigat, fonamentalment, la història i la gramàtica històrica de la llengua gallega. Aquestes enquestes es van publicar en revistes com ara la Paraula, Quaderns de la Llengua, la Revista de la Gallega, Filologia, Estudis de Sociolingüística, El Feix d'Or i el Grial, així com en llibres col·lectius.
El 1995 va publicar una edició de la Trobada de vint-i-quatre gallec rústic del Padre Sarmiento, que és acompanyada per un estudi en el qual van analitzar alguns dels canvis més importants que la llengua experimentat per l'anglès entre l'època medieval i del segle xix. No obstant això, la més destacada obra de Ramón Mariño és la seva Història de la llengua anglesa (Santiago, 1998), on explica la història social de la llengua gallega i els canvis que la llengua de la mateixa des dels seus orígens fins a 1998.
El 2001 va publicar el llibre Eladio Rodríguez i la cultura gallega, on va examinar el paper d'aquest regionalista que va ser president de la Reial Acadèmia Gallega, poeta i autor del conegut Diccionari enciclopèdic gallego-castellana.
Des de l'any 1994 que comparteix amb Ramon Lorenzo, Antón Santamarina, Mercedes Brea López i Jesús Pena les tasques del comitè de redacció de la revista Paraula (Anuari de Filologia anglesa), creat l'any 1974 a la Universitat de Santiago de persones vinculades a l'Institut de la Llengua Gallega.

## Llibres publicats

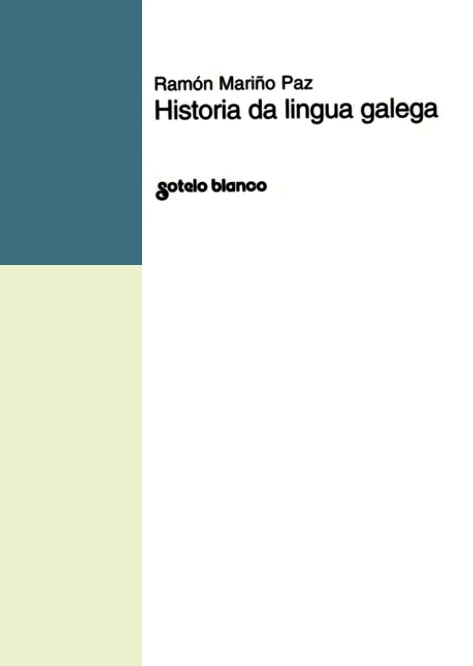
Història de la llengua anglesa.

- Ramón Otero Pedrayo (1990): Os camiños da vida. Edición, introdución e notas de Ramón Mariño Paz. Vigo: Galaxia, 355 pp. [“Introducción”: pp. 7-72].
- Ramón Otero Pedrayo (1993): Xelmírez, xenio do románico. Edición, introdución e notas de Ramón Mariño Paz. Vigo: Galaxia [“Introducción”: pp. 7-22].
- Fr. Martín Sarmiento (1995): Coloquio de vintecatro galegos rústicos. Edición de Ramón Mariño Paz. Consello da Cultura Galega [“Estudio introductorio”: pp.7-102].
- Ramón Mariño Paz (1998): Historia da lingua galega. Santiago de Compostela: Sotelo Blanco Edicións; 2ª edición: 1999.
- Ramón Mariño Paz (2001): Eladio Rodríguez a e cultura galega. Santiago de Compostela: Sotelo Blanco.
- Ramón Mariño Paz (2003): O idioma galego no limiar da súa renacenza. Estudo lingüístico de textos pregaleguistas. Monografía 2 da Revista Galega de Filoloxía. UDC.
- Ramón Mariño Paz (2008): Historia de la lengua gallega. München: Lincom GmbH.
- Ramón Mariño Paz / Xosé Ramón Barreiro / Rosa Aneiros (2008): Papés d'emprenta condenada. A escrita galega entre 1797 e 1846 (I).[3] Santiago de Compostela: CCG.
- Ramón Mariño Paz (ed.) (2012): Papés d'emprenta condenada (II). Lingua galega e comunicación nos inicios da Idade Contemporánea. CCG/ILG.
- Ramón Mariño Paz / Margarita Sánchez Yáñez / Damián Suárez Vázquez (2012): O romance da urca de Santo Antón. Poesía en galego no Ferrol do século XVIII. Fundación Barrié.
- Mar Campos Souto / Ramón Mariño Paz / José Ignacio Pérez Pascual / Antonio Rifón (eds.) (2012): “Assí como es de suso dicho”. Estudios de morfología y léxico en homenaje a Jesús Pena. San Millán de la Cogolla: Cilengua.
- Ramón Mariño Paz / Xavier Varela Barreiro (eds.) (2015): Lingüística histórica e edición de textos galegos medievais. Anexo 73 de Verba (Anuario Galego de Filoloxía). USC.
- Ramón Mariño Paz / Xavier Varela Barreiro (eds.) (2016): A lingua galega no solpor medieval. Santiago de Compostela: CCG.
- Ramón Mariño Paz (2017): Fonética e fonoloxía históricas da lingua galega. Vigo: Edicións Xerais de Galicia.